# Gmina Zabór
Die Gmina Zabór ist eine Landgemeinde im Powiat Zielonogórski der Woiwodschaft Lebus in Polen. Ihr Sitz ist das gleichnamige Dorf (deutsch Saabor,  früher Sabor, 1936–1945 Fürsteneich) mit etwa 1000 Einwohnern.

## Geographie
Die Gemeinde liegt in Niederschlesien und grenzt im Westen an die Kreisstadt Zielona Góra (Grünberg in Schlesien). Ihre Ostgrenze bildet die Oder.

## Gliederung
Zur Landgemeinde Zabór gehören folgende Dörfer (deutsche Namen bis 1945) mit Schulzenämtern (sołectwa):
| - Czarna (Zahn) - Dąbrowa (Dammerau) - Droszków (Droschkau, 1941–1945 Feldmühle) - Łaz (Loos) | - Milsko (Milzig) - Przytok (Prittag) - Tarnawa (Ober-Hammer und Nieder-Hammer) - Zabór (Saabor, 1936–1945 Fürsteneich) |

Weitere Ortschaften der Gemeinde ohne Schulzenamt sind:
Mielno (Mühlvorwerk), Proczki (Ludwigsthal), Przytoczki (Marienhof), Rajewo (Waldvorwerk b. Prittag) und Wielobłota (Sattel).